# Президентские выборы в Израиле (2014)
Президентские выборы в Израиле прошли 10 июня 2014 года, и в их ходе кнессет выбрал президента Израиля. Им стал Реувен Ривлин, сменивший на этом посту Шимона Переса.

## Особенности законодательства
В Израиле, являющемся парламентской республикой, президент выполняет представительские функции, подписывает принятые законы и имеет право помилования. Согласно основному закону о должности президента от 1964 года, президентом может стать только гражданин страны, постоянно проживающий в Израиле. Пост нельзя занимать дважды. В 1999 году в закон внесены изменения, в соответствии с которыми глава государства избирается на семилетний срок без права переизбрания (ранее на 5-летний срок и мог переизбираться). Президент находится вне политики и представляет всех граждан страны. Отстранить его от должности может только кнессет в случае, если за импичмент проголосуют три четверти депутатов (90). Кандидата в президенты может выдвинуть группа, состоящая из не менее 10 из 120 депутатов кнессета. Президент избирается тайным голосованием и в первом туре кандидат должен получить не менее 61 голоса депутатов. Каждый депутат может голосовать только за одного кандидата. Если никто из кандидатов не набрал необходимого количества голосов, то немедленно проводится второй тур, в котором для победы следует набрать 61 голос. Возможно проведение третьего и последующих туров голосования, в которых для победы достаточно получить простое большинство.

## Контекст
Действующий президент Израиля Шимон Перес заявил, что не будет баллотироваться на второй срок, несмотря на результаты опроса, показавшие, что 63 % израильтян предпочли бы, чтобы он остался на своём посту. Это требует изменения законодательства, так как основные законы Израиля допускают только один срок нахождения на посту президента. Одновременно премьер-министр Израиля Биньямин Нетаньяху проверяет возможность внесения изменения в закон о президентстве с целью перейти на прямые президентские выборы, но для этого понадобится продлить на год нынешний срок Переса. В окружении премьер-министра и президента эту информацию не подтвердили и не опровергли.
В ноябре 2013 года Юридический советник правительства Йехуда Вайнштейн постановил, что кандидаты будут отстранены от привлечения средств для финансирования своих кампаний.
19 мая председатель кнессета Юлий Эдельштейн сообщил, что президентские выборы пройдут 10 июня.

## Кандидаты
В 2012 году между председателем кнессета Реувеном Ривлином и премьер-министром Биньямином Нетаньяху было заключено соглашение о том, что Ривлин будет кандидатом партии на выборах, если партия «Ликуд» победит на выборах в Кнессет 2013 года. Партия получила парламентское большинство. Тем не менее, газета «Jerusalem Post» сообщила, что Биньямин Нетаньяху и Авигдор Либерман имеют плохие отношения с Ривлином и не исключают, что может быть выдвинут другой кандидат. Либерман объявил, что поддержит того кандидата в президенты, которого предложит премьер-министр. Выдвижение кандидатуры главы Еврейского агентства (Сохнут) Натана Щаранского активно лоббирует министр экономики Нафтали Беннет. По некоторым данным, Нетаньяху и Либерман не исключали возможности поддержки его кандидатуру.
Самостоятельно выдвинулись лауреат Нобелевской премии по химии и профессор Университета «Технион» Дан Шехтман, собиравший на тот момент подписи членов Кнессета, бывший министр финансов Меир Шитрит от «Ха-Тнуа», бывшая судья Верховного суда Далия Дорнер.
Другие кандидаты, выразившие заинтересованность в выдвижении — это Далия Ицик, министр туризма Узи Ландау от «Наш дом Израиль», Сильван Шалом от Ликуд и бизнесмен Иосиф Абрамович. Однако, против Шалома было возбуждено уголовное дело: женщина, работавшая в подчинении у него более 10 лет назад, обвинила его в сексуальных преступлениях. За поддержку кандидатуры Ицик высказался председатель партии «Наш дом Израиль» Авигдор Либерман и его фракция, причём только в случае, если снимет свою кандидатуру министр по развитию Негева и Галилеи Сильван Шалом.
В феврале 2014 года бывший министр обороны Биньямин Бен-Элиэзер от партии «Авода» стал первым кандидатом, получившим необходимые 10 номинаций от членов Кнессета. Позже все подписи собрали Реувен Ривлин и Меир Шитрит.
12 мая Председатель Кнессета Юлий Эдельштейн заявил, что объявит не позднее начала будущей недели дату выборов президента. Одновременно, по некоторым данным, Нетаньяху неоднократно оказывал давление на Эдельштейна с целью уговорить его выдвинуть свою кандидатуру со стороны, считающего, что он в состоянии мобилизовать поддержку партий, включая оппозиционные, победить на выборах и стать следующим президентом.
25 мая Дан Шехтман получил 10 подписей депутатов, последнюю предоставил депутат Кнессета Моше Фейглин от партии «Ликуд». 26 мая Далия Ицик официально объявила о выдвижении своей кандидатуры на пост президента, ранее получив 10 подписей, последнюю получив от Пнины Тамано-Шата от «Еш Атид».
27 мая пресс-служба кнессета сообщила о завершении регистрации кандидатов на пост президента, и что по 10 подписей депутатов в свою поддержку собрали шесть человек. Это Реувен Ривлин от «Ликуд», Далия Ицик, Биньямин Бен-Элиэзер от «Авода», Меир Шитрит от «Ха-Тнуа», Далия Дорнер и Дан Шехтман.
Премьер-министр Израиля Биньямин Нетаньяху позвонил Реувену Ривлину и сообщил, что поддержит его кандидатуру на выборах, сказав, что «Мы через многое прошли вместе, у нас были хорошие дни и не очень, но надеюсь, впереди нас ждут лучшие дни. Я хотел посмотреть окончательный список кандидатов, и теперь как премьер-министр и глава партии „Ликуд“ я поддерживаю вашу кандидатуру». Ранее о поддержке Ривлина заявил и глава партии «Еврейский дом» и министр экономики Нафтали Беннет, таким образом, присоединившись к большинству депутатов собственной партии. 2 июня лидер партии «Авода» Шели Яхимович в своем блоге в Facebook сообщила, что проголосует за Реувена Ривлина, что стало неожиданным для многих, так как у партии есть собственный кандидат — Биньямин Бен-Элиэзер.
7 июня Биньямин Бен-Элиэзер заявил, что снял свою кандидатуру с президентских выборов, так как собирается сосредоточиться на борьбе за своё доброе имя. Ранее, 6 июня он провёл пять часов на допросе в полиции, которую интересовало происхождение 800 тысяч шекелей, полученных от бизнесмена Авраама Наникашвили. Согласно подозрениям полиции, эти деньги пошли на приобретение Бен-Элиэзером в 2012 году пентхауза в престижном проекте LAURA в Яффо за 9 млн шекелей. Вопреки требованиям закона, Бен-Элиэзер не упомянул полученные деньги в декларации о своём имуществе. Сам Наникашвили говорил на допросе, что легально ссудил депутату определённую сумму. 8 июня, в ходе второго допроса Бен-Элиэезер заявил о получении 350 тысяч шекелей от своего сына и бизнесмена Офира, но это не объяснило происхождения всей суммы. Другие кандидаты в президенты Далия Дорнер и Далия Ицик независимо друг от друга сказали, что в отношении Бен-Элиэзера действует презумпция невиновности, выразив надежду на то, что полицейская проверка скоро установит правду. Однако, как считают журналисты газеты «Исраэль а-Йом», больше всего от снятия кандидатуры Бен-Элиэзера выигрывают именно Ицик и Дорнер.
8 июня Председатель Кнессета Юлий Эдельштейн провёл совещание с юридическим советником Кнессета Эялем Яноном по вопросу о возможном перенесении выборов. После переговоров Эдельштейн заявил, что считает нецелесообразным отодвигать дату выборов на более поздний срок, «несмотря на тяжёлую политическую атмосферу, сложившуюся в ходе предвыборного марафона».
9 июня в ходе обыска в отделении банка «Дисконт» в Иерусалиме полиция обнаружила 600 тысяч долларов в секретном сейфе, принадлежащем Биньямину Бен-Элиэзеру. В тот же день Меир Шитрит на заседании парламентской фракции партии «Ха-Тнуа» отчитался о своих доходах и имеющейся в его собственности недвижимости: ежемесячная зарплата около 20 тысяч шекелей, 3000 шекелей в месяц как бывшему министру, четыре квартиры в Явне, Эйлате, Ашкелоне и Ашдоде.

## Опросы общественного мнения
| Интервьюер             | Дата            | Реувен Ривлин | Дан Шехтман | Натан Щаранский | Сильван Шалом | Биньямин Бен-Элиэзер | Далия Ицик | Давид Леви |
| ---------------------- | --------------- | ------------- | ----------- | --------------- | ------------- | -------------------- | ---------- | ---------- |
| Knesset Channel Panels | 23 января 2014  | 28 %          | 25 %        | 7 %             | 6 %           | 6 %                  | 2 %        | —          |
| Channel 2              | 6 января 2014   | 27 %          | -           | 9 %             | 13 %          | 16 %                 | 5 %        | —          |
| Israel Hayom           | 12 февраля 2014 | 20,5 %        | 18,6 %      | 5 %             | 5,4 %         | 5,6 %                | —          | —          |
| NRG-Maariv             | 31 января 2014  | 24 %          | 23 %        | 5 %             | 13 %          | 8 %                  | 4 %        | 9 %        |

## Голосование
Голосование состоялось 10 июня. Депутатам Кнессета в итоге пришлось выбирать между пятью кандидатами: Реувен Ривлин, Далия Ицик, Меир Шитрит, Далия Дорнер и Дан Шехтман. По некоторым оценкам процедура голосования займёт примерно час, а подсчёт голосов — полчаса.

### Первый тур
Перед началом голосования Председатель Кнессета Юлий Эдельштейн подробно разъяснил депутатам порядок голосования. В состав избирательной комиссии по подсчёту голосов вошли секретарь Кнессета Малер Горовиц, юридический советник комиссии Кнессета по внутренним делам Арбель Астархан, а также депутаты Кнессета Офир Акунис (Ликуд), Став Шапир (Авода) и Ицхак Коэн (ШАС). Правом голоса обладают все депутаты Кнессета, но Меир Поруш от Яадут ха-Тора находился за границей, поэтому в голосовании участвовали 119 человек. В зале заседаний Кнессета депутат Биньямин Бен-Элиэзер (Авода), отказавшийся от участия в выборах, обнялся с депутатом Реувеном Ривлиным. Голосование началось в 11:00. В 11:45 проголосовал премьер-министр Биньямин Нетаньяху. Голосование продолжалось час и семь минут.
После подсчёта голосов Председатель Юлий Эдельштейн с трибуны парламента зачитал результаты и объявил проведение второго тура, так как ни один из кандидатов не набрал подавляющего большинства голосов. Реувен Ривлин получил 44 голоса, Меир Шитрит — 31, Далия Ицик — 28, Далия Дорнер — 13, Дан Шехтман — 1. Два голоса были признаны недействительными, так как голосовавшие по ошибке вложили в конверт два бланка. Ривлин и Шитрит прошли во второй тур, Ицик, Дорнер и Шехтман выбыли из дальнейшей борьбы.

### Второй тур
В 14:00 начался второй тур. До этого, в перерыве фракция ШАС собралась на заседание, в ходе которого было решено предоставить депутатам свободу голосования, а фракция МЕРЕЦ объявила о поддержке Шитрита. Согласно результатам, объявленным председателем Юлием Эдельштейном, за Ривлина проголосовали 63 депутата, за Шитрита — 53. Всего в рамках второго тура проголосовали 116 депутатов Кнессета, три бланка остались чистыми.
Таким образом, Реувен Ривлин был избран десятым президентом Израиля. До 24 июня обязанности президента исполнял Шимон Перес. 25 июня в Иерусалиме состоялась церемония инаугурации.